# József Magasföldi
József Magasföldi (ur. 10 listopada 1984 roku w Székesfehérvárze) – węgierski piłkarz, grający na pozycji napastnika.

## Kariera
Karierę piłkarską rozpoczynał w FC Fehérvár, gdzie grał pięć lat. W sierpniu 2006 roku czeski Slovan Liberec podpisał z nim dwuletni kontrakt, który jednak został zerwany po pół roku. Po tym fakcie zatrudnił go FC Sopron, a w 2007 roku - Budapest Honvéd FC. W sezonie 2008/09 występował w BFC Siófok, który jednak spadł z NB I. Od 2009 roku gra w Zalaegerszegi TE.